# Copa Paulista de Futebol de 2018
A Copa Paulista de Futebol de 2018 foi a 24.ª edição da competição. A Copa Paulista é o segundo torneio em importância a ser organizado pela Federação Paulista de Futebol. O intuito desse campeonato é ocupar durante o segundo semestre times que não tiveram sucesso ao longo da temporada, ou querem exercitar seu time reserva (no caso dos chamados "grandes").
Em 2018 a competição deu o direito ao campeão o direito de escolha entre uma vaga na Copa do Brasil de 2019 ou a Série D de 2019, o vice-campeão ficou com a vaga restante. O Votuporanguense sagrou-se campeão ao vencer a Ferroviária nas finais, e optou por disputar a Copa do Brasil de 2019, restando à Ferroviária uma vaga para Série D de 2019.

## Critérios de participação
Têm vaga assegurada:
- Os 12 primeiros classificados da Série A1.
- Os 11 primeiros classificados da Série A2.
- Os 09 primeiros classificados da Série A3.
- Em caso de desistência, preenche a vaga o clube na classificação subsequente.
- Não poderão participar do campeonato as equipes rebaixadas da Série A3 de 2018 para a Série B de 2019.

## Fórmula de disputa
- Primeira fase. Participarão 27 clubes que formarão quatro grupos regionalizados, sendo três com sete clubes e o outro com seis times. Em cada grupo, as equipes jogarão entre si, em turno e returno, classificando-se para a fase seguinte os quatro clubes melhores colocados de cada grupo.

- Segunda fase. Os 16 clubes classificados formarão quatro grupos com quatro clubes cada e jogarão entre si, em turno e returno, classificando-se para a fase seguinte os dois clubes melhores colocados de cada grupo.

- Terceira fase (quartas-de-final). Os oito clubes classificados formarão quatro grupos com dois clubes cada e jogarão entre si, em turno e returno, classificando-se para a fase seguinte o clube melhor colocado de cada grupo.

- Quarta fase (semifinal). Os quatro clubes classificados formarão dois grupos com dois clubes cada e jogarão entre si, em turno e returno, classificando-se para a fase seguinte o clube melhor colocado de cada grupo.

- Quinta fase (final). Os dois clubes classificados jogarão entre si, em turno e returno, para definir o clube campeão e vice-campeão.

## Participantes
| Equipe            | Cidade                | Classificação      | Estádio (mando)       | Capacidade | Títulos            |
| ----------------- | --------------------- | ------------------ | --------------------- | ---------- | ------------------ |
| Água Santa        | Diadema               | 13º colocado na A2 | Distrital do Inamar   | 10 000     | 0 (não possui)     |
| Atibaia           | Atibaia               | Campeão da A3      | Salvador Russani      | 3 000      | 0 (não possui)     |
| Audax             | Osasco                | 15º colocado na A2 | José Liberatti        | 17 430     | 0 (não possui)     |
| Batatais          | Batatais              | 16º colocado na A2 | Oswaldo Scatena       | 13 000     | 0 (não possui)     |
| Bragantino        | Bragança Paulista     | 6º colocado na A1  | Nabi Abi Chedid       | 17 430     | 0 (não possui)     |
| Desportivo Brasil | Porto Feliz           | 5º colocado na A3  | Ernesto Rocco         | 5 120      | 0 (não possui)     |
| Ferroviária       | Araraquara            | 13º colocado na A1 | Fonte Luminosa        | 20 000     | 2 (2006 e 2017)    |
| Inter de Limeira  | Limeira               | 11º colocado na A2 | Limeirão              | 18 000     | 0 (não possui)     |
| Ituano            | Itu                   | 12º colocado na A1 | Novelli Júnior        | 18 560     | 1 (2002)           |
| Juventus-SP       | São Paulo             | 14º colocado na A2 | Rua Javari            | 3 800      | 1 (2007)           |
| Mirassol          | Mirassol              | 10º colocado na A1 | Maião                 | 15 000     | 0 (não possui)     |
| Nacional-SP       | São Paulo             | 5º colocado na A2  | Nicolau Alayon        | 10 723     | 0 (não possui)     |
| Noroeste          | Bauru                 | 7º colocado na A3  | Alfredão              | 10 723     | 2 (2005 e 2012)    |
| Novorizontino     | Novo Horizonte        | 5º colocado na A1  | Jorge Ismael de Biasi | 12 398     | 0 (não possui)     |
| Olímpia           | Olímpia               | 14º colocado na A3 | Tereza Breda          | 16 561     | 0 (não possui)     |
| Penapolense       | Penápolis             | 9º colocado na A2  | Tenente Carriço       | 18 886     | 0 (não possui)     |
| Portuguesa        | São Paulo             | 12º colocado na A2 | Canindé               | 21 004     | 0 (não possui)     |
| Red Bull Brasil   | Campinas              | 14º colocado na A1 | Moisés Lucarelli      | 17 728     | 0 (não possui)     |
| Rio Claro         | Rio Claro             | 10º colocado na A2 | Dr. Augusto Schmidt   | 6 284      | 0 (não possui)     |
| São Bernardo      | São Bernardo do Campo | 3º colocado na A2  | Primeiro de Maio      | 21 800     | 1 (2013)           |
| Santos            | Santos                | 4º colocado na A1  | Vila Belmiro          | 16 068     | 1 (2004)           |
| São Caetano       | São Caetano do Sul    | 7º colocado na A1  | Anacleto Campanella   | 16 744     | 0 (não possui)     |
| Santo André       | Santo André           | 16º colocado na A1 | Bruno José Daniel     | 8 000      | 2 (2003) e (2014)) |
| Taboão da Serra   | Taboão da Serra       | 10º colocado na A3 | José Ferez            | 4 410      | 0 (não possui)     |
| Taubaté           | Taubaté               | 7º colocado na A2  | Joaquinzão            | 9 600      | 0 (não possui)     |
| Votuporanguense   | Votuporanga           | 8º colocado na A2  | Plínio Marin          | 8 145      | 0 (não possui)     |
| XV de Piracicaba  | Piracicaba            | 4º colocado na A2  | Barão de Serra Negra  | 18 000     | 1 (2016)           |

## Primeira Fase

### Grupo 1
| Classificação | Classificação   | Classificação | Classificação | Classificação | Classificação | Classificação | Classificação | Classificação | Classificação |
| Pos           | Equipes         | Pts           | J             | V             | E             | D             | GP            | GC            | SG            |
| ------------- | --------------- | ------------- | ------------- | ------------- | ------------- | ------------- | ------------- | ------------- | ------------- |
| 1             | Mirassol        | 21            | 10            | 6             | 3             | 1             | 13            | 4             | +9            |
| 2             | Olímpia         | 21            | 10            | 6             | 3             | 1             | 14            | 7             | +7            |
| 3             | Votuporanguense | 16            | 10            | 5             | 1             | 4             | 12            | 7             | +5            |
| 4             | Novorizontino   | 13            | 10            | 3             | 4             | 3             | 11            | 10            | +1            |
| 5             | Penapolense     | 7             | 10            | 2             | 1             | 7             | 5             | 22            | -17           |
| 6             | Batatais        | 5             | 10            | 1             | 2             | 7             | 7             | 12            | -5            |

| Resultados      | Resultados | Resultados | Resultados | Resultados | Resultados | Resultados |
| Equipe          | BAT        | MIR        | NOV        | OLI        | PNP        | VOT        |
| --------------- | ---------- | ---------- | ---------- | ---------- | ---------- | ---------- |
| Batatais        | —          | 0–1        | 1–1        | 1–2        | 2–0        | 0–1        |
| Mirassol        | 1–0        | —          | 1–0        | 1–0        | 3–0        | 0–0        |
| Novorizontino   | 1–0        | 2–2        | —          | 1–1        | 0–0        | 2–1        |
| Olímpia         | 1–1        | 0–0        | 3–2        | —          | 3–0        | 2–1        |
| Penapolense     | 3–2        | 1–4        | 1–0        | 0–1        | —          | 0–2        |
| Votuporanguense | 1–0        | 1–0        | 0–2        | 0–1        | 5–0        | —          |

### Grupo 2
| Classificação | Classificação     | Classificação | Classificação | Classificação | Classificação | Classificação | Classificação | Classificação | Classificação |
| Pos           | Equipes           | Pts           | J             | V             | E             | D             | GP            | GC            | SG            |
| ------------- | ----------------- | ------------- | ------------- | ------------- | ------------- | ------------- | ------------- | ------------- | ------------- |
| 1             | Ferroviária       | 22            | 12            | 6             | 4             | 2             | 15            | 9             | +6            |
| 2             | Red Bull Brasil   | 19            | 12            | 4             | 7             | 1             | 16            | 9             | +7            |
| 3             | XV de Piracicaba  | 17            | 12            | 4             | 5             | 3             | 15            | 14            | +1            |
| 4             | Rio Claro         | 14            | 12            | 3             | 5             | 4             | 7             | 9             | -2            |
| 5             | Inter de Limeira  | 13            | 12            | 3             | 4             | 5             | 11            | 12            | -1            |
| 6             | Noroeste          | 13            | 12            | 3             | 4             | 5             | 11            | 16            | -5            |
| 7             | Desportivo Brasil | 11            | 12            | 2             | 5             | 5             | 7             | 12            | -5            |

| Resultados        | Resultados | Resultados | Resultados | Resultados | Resultados | Resultados | Resultados |
| Equipe            | DBR        | FER        | ITL        | NOR        | RBB        | RCL        | XVP        |
| ----------------- | ---------- | ---------- | ---------- | ---------- | ---------- | ---------- | ---------- |
| Desportivo Brasil | —          | 1–1        | 0–0        | 0-1        | 2–2        | 1–0        | 1–0        |
| Ferroviária       | 1–0        | —          | 0–2        | 1–0        | 1–1        | 1–0        | 1–1        |
| Inter de Limeira  | 0–0        | 0-2        | —          | 3–1        | 0-1        | 0-2        | 1-2        |
| Noroeste          | 2–0        | 2–1        | 2–2        | —          | 0–1        | 0–0        | 1–1        |
| Red Bull Brasil   | 3–1        | 1–1        | 0–0        | 4–0        | —          | 0–0        | 0–1        |
| Rio Claro         | 1–1        | 0-2        | 1–3        | 1–0        | 0–0        | —          | 0–0        |
| XV de Piracicaba  | 1–0        | 1–3        | 2–0        | 2–2        | 3–3        | 1–2        | —          |

### Grupo 3
| Classificação | Classificação | Classificação | Classificação | Classificação | Classificação | Classificação | Classificação | Classificação | Classificação |
| Pos           | Equipes       | Pts           | J             | V             | E             | D             | GP            | GC            | SG            |
| ------------- | ------------- | ------------- | ------------- | ------------- | ------------- | ------------- | ------------- | ------------- | ------------- |
| 1             | São Caetano   | 26            | 12            | 7             | 5             | 0             | 14            | 3             | +11           |
| 2             | Taubaté       | 24            | 12            | 7             | 3             | 2             | 16            | 9             | +7            |
| 3             | Santo André   | 21            | 12            | 6             | 3             | 3             | 12            | 6             | +6            |
| 4             | São Bernardo  | 18            | 12            | 5             | 3             | 4             | 11            | 9             | +2            |
| 5             | Santos        | 14            | 12            | 4             | 2             | 6             | 16            | 18            | -2            |
| 6             | Bragantino    | 10            | 12            | 2             | 4             | 6             | 13            | 19            | -6            |
| 7             | Água Santa    | 2             | 12            | 0             | 2             | 10            | 6             | 25            | -19           |

| Resultados   | Resultados | Resultados | Resultados | Resultados | Resultados | Resultados | Resultados |
| Equipe       | AGS        | BRA        | SBE        | SCA        | SAD        | SAN        | TAU        |
| ------------ | ---------- | ---------- | ---------- | ---------- | ---------- | ---------- | ---------- |
| Água Santa   | —          | 1–1        | 0–2        | 0–2        | 0–2        | 2–3        | 1–2        |
| Bragantino   | 4–1        | —          | 0–0        | 0–2        | 0–1        | 2–5        | 2–0        |
| São Bernardo | 2–0        | 1–0        | —          | 1–1        | 1–2        | 3–1        | 0–1        |
| São Caetano  | 1–1        | 3–0        | 0–0        | —          | 0–0        | 1–0        | 1–0        |
| Santo André  | 3–0        | 1–0        | 0–1        | 0–1        | —          | 1–0        | 1–2        |
| Santos       | 1–0        | 2–2        | 2–0        | 0–1        | 0–0        | —          | 0–3        |
| Taubaté      | 2–0        | 2–2        | 1–0        | 0–0        | 1–1        | 2–1        | —          |

### Grupo 4
| Classificação | Classificação   | Classificação | Classificação | Classificação | Classificação | Classificação | Classificação | Classificação | Classificação |
| Pos           | Equipes         | Pts           | J             | V             | E             | D             | GP            | GC            | SG            |
| ------------- | --------------- | ------------- | ------------- | ------------- | ------------- | ------------- | ------------- | ------------- | ------------- |
| 1             | Ituano          | 26            | 12            | 8             | 2             | 2             | 25            | 14            | +11           |
| 2             | Atibaia         | 22            | 12            | 7             | 1             | 4             | 24            | 17            | +7            |
| 3             | Juventus-SP     | 20            | 12            | 6             | 2             | 4             | 16            | 12            | +4            |
| 4             | Audax           | 19            | 12            | 6             | 1             | 5             | 15            | 13            | +2            |
| 5             | Portuguesa      | 18            | 12            | 5             | 3             | 4             | 11            | 10            | +1            |
| 6             | Nacional-SP     | 13            | 12            | 4             | 1             | 7             | 15            | 19            | –4            |
| 7             | Taboão da Serra | 2             | 12            | 0             | 2             | 10            | 15            | 36            | -21           |

| Resultados      | Resultados | Resultados | Resultados | Resultados | Resultados | Resultados | Resultados |
| Equipe          | ATI        | AUD        | ITU        | JUV        | NAC        | POR        | TAB        |
| --------------- | ---------- | ---------- | ---------- | ---------- | ---------- | ---------- | ---------- |
| Atibaia         | —          | 0–1        | 2–2        | 2–0        | 2–3        | 1–2        | 4–2        |
| Audax           | 1–2        | —          | 1–2        | 1–1        | 1–0        | 2–0        | 4–1        |
| Ituano          | 3–0        | 0–1        | —          | 3–1        | 2–1        | 2–1        | 2–1        |
| Juventus-SP     | 0–1        | 2–0        | 1–3        | —          | 1–0        | 1–0        | 2–1        |
| Nacional-SP     | 1–4        | 2–0        | 3–1        | 0–1        | —          | 0–2        | 2–2        |
| Portuguesa      | 1–2        | 1–0        | 1–1        | 0–0        | 1–0        | —          | 1–0        |
| Taboão da Serra | 1–4        | 2–3        | 1–4        | 1–6        | 2–3        | 1–1        | —          |

## Segunda fase

### Grupo 5
| Classificação | Classificação   | Classificação | Classificação | Classificação | Classificação | Classificação | Classificação | Classificação | Classificação |
| Pos           | Equipes         | Pts           | J             | V             | E             | D             | GP            | GC            | SG            |
| ------------- | --------------- | ------------- | ------------- | ------------- | ------------- | ------------- | ------------- | ------------- | ------------- |
| 1             | Mirassol        | 11            | 6             | 3             | 2             | 1             | 7             | 5             | 2             |
| 2             | Red Bull Brasil | 9             | 6             | 2             | 3             | 1             | 8             | 5             | 3             |
| 3             | Audax           | 8             | 6             | 2             | 2             | 2             | 8             | 10            | -2            |
| 4             | Santo André     | 4             | 6             | 1             | 1             | 4             | 5             | 8             | -3            |

| Audax           | —   | 0–1 | 1–0 | 1–1 |
| Mirassol        | 2–3 | —   | 0–0 | 1–0 |
| Red Bull Brasil | 3–3 | 1–1 | —   | 2–0 |
| Santo André     | 1–0 | 1–2 | 0–1 | —   |

### Grupo 6
| Classificação | Classificação | Classificação | Classificação | Classificação | Classificação | Classificação | Classificação | Classificação | Classificação |
| Pos           | Equipes       | Pts           | J             | V             | E             | D             | GP            | GC            | SG            |
| ------------- | ------------- | ------------- | ------------- | ------------- | ------------- | ------------- | ------------- | ------------- | ------------- |
| 1             | Ferroviária   | 15            | 6             | 5             | 0             | 1             | 13            | 2             | 11            |
| 2             | Olímpia       | 10            | 6             | 3             | 1             | 2             | 7             | 9             | -2            |
| 3             | São Bernardo  | 7             | 6             | 2             | 1             | 3             | 8             | 9             | -1            |
| 4             | Juventus-SP   | 2             | 6             | 0             | 2             | 4             | 3             | 11            | -8            |

| Ferroviária  | —   | 2–0 | 0–1 | 2–0 |
| Juventus-SP  | 0–2 | —   | 1–1 | 2–2 |
| Olímpia      | 1–5 | 1–0 | —   | 2–0 |
| São Bernardo | 0–2 | 3–0 | 3–1 | —   |

### Grupo 7
| Classificação | Classificação   | Classificação | Classificação | Classificação | Classificação | Classificação | Classificação | Classificação | Classificação |
| Pos           | Equipes         | Pts           | J             | V             | E             | D             | GP            | GC            | SG            |
| ------------- | --------------- | ------------- | ------------- | ------------- | ------------- | ------------- | ------------- | ------------- | ------------- |
| 1             | Votuporanguense | 13            | 6             | 4             | 1             | 1             | 9             | 6             | 3             |
| 2             | Atibaia         | 9             | 6             | 2             | 3             | 1             | 6             | 5             | 1             |
| 3             | Rio Claro       | 5             | 6             | 0             | 5             | 1             | 4             | 5             | -1            |
| 4             | São Caetano     | 3             | 6             | 0             | 3             | 3             | 3             | 6             | -3            |

| Atibaia         | —   | 0–0 | 1–0 | 2–3 |
| Rio Claro       | 0–0 | —   | 1–1 | 2–3 |
| São Caetano     | 2–2 | 0–0 | —   | 0–1 |
| Votuporanguense | 0–1 | 1–1 | 1–0 | —   |

### Grupo 8
| Classificação | Classificação    | Classificação | Classificação | Classificação | Classificação | Classificação | Classificação | Classificação | Classificação |
| Pos           | Equipes          | Pts           | J             | V             | E             | D             | GP            | GC            | SG            |
| ------------- | ---------------- | ------------- | ------------- | ------------- | ------------- | ------------- | ------------- | ------------- | ------------- |
| 1             | Novorizontino    | 11            | 6             | 3             | 2             | 1             | 7             | 6             | 1             |
| 2             | Taubaté          | 10            | 6             | 2             | 4             | 0             | 8             | 6             | 2             |
| 3             | XV de Piracicaba | 8             | 6             | 2             | 2             | 2             | 6             | 6             | 0             |
| 4             | Ituano           | 3             | 6             | 1             | 0             | 5             | 6             | 9             | -3            |

| Ituano           | —   | 1–2 | 1–2 | 1–2 |
| Novorizontino    | 0–2 | —   | 2–2 | 1–0 |
| Taubaté          | 2–1 | 0–0 | —   | 1–1 |
| XV de Piracicaba | 1–0 | 1–2 | 1–1 | —   |

## Fase final
|  | Quartas de final               | Quartas de final               | Quartas de final               | Quartas de final               |      |             | Semifinal                       | Semifinal                       | Semifinal                       | Semifinal                       |  |             | Final                           | Final                           | Final                           | Final                           |  |  |
|  | 26 de outubro a 04 de novembro | 26 de outubro a 04 de novembro | 26 de outubro a 04 de novembro | 26 de outubro a 04 de novembro |      |             | 10 de novembro e 18 de novembro | 10 de novembro e 18 de novembro | 10 de novembro e 18 de novembro | 10 de novembro e 18 de novembro |  |             | 25 de novembro e 02 de dezembro | 25 de novembro e 02 de dezembro | 25 de novembro e 02 de dezembro | 25 de novembro e 02 de dezembro |  |  |
|  |                                |                                |                                |                                |      |             |                                 |                                 |                                 |                                 |  |             |                                 |                                 |                                 |                                 |  |  |
|  | Novorizontino                  | 1                              | 2                              | 3(2)                           |      |             |                                 |                                 |                                 |                                 |  |             |                                 |                                 |                                 |                                 |  |  |
|  | Ferroviária                    | 1                              | 2                              | 3(4)                           |      |             |                                 |                                 |                                 |                                 |  |             |                                 |                                 |                                 |                                 |  |  |
|  | Ferroviária                    | 1                              | 2                              | 3(4)                           |      | Ferroviária | 2                               | 2                               | 4                               |                                 |  |             |                                 |                                 |                                 |                                 |  |  |
|  |                                |                                |                                |                                |      | Ferroviária | 2                               | 2                               | 4                               |                                 |  |             |                                 |                                 |                                 |                                 |  |  |
|  |                                | Red Bull Brasil                | 0                              | 2                              | 2    |             |                                 |                                 |                                 |                                 |  |             |                                 |                                 |                                 |                                 |  |  |
|  | Red Bull Brasil                | Red Bull Brasil                | 0                              | 2                              | 2    | 1           | 3                               | 4                               |                                 |                                 |  |             |                                 |                                 |                                 |                                 |  |  |
|  | Red Bull Brasil                |                                |                                |                                |      | 1           | 3                               | 4                               |                                 |                                 |  |             |                                 |                                 |                                 |                                 |  |  |
|  | Mirassol                       | 1                              | 2                              | 3                              |      |             |                                 |                                 |                                 |                                 |  |             |                                 |                                 |                                 |                                 |  |  |
|  | Mirassol                       | 1                              | 2                              | 3                              |      |             |                                 |                                 |                                 |                                 |  | Ferroviária | 1                               | 1                               | 2(3)                            |                                 |  |  |
|  |                                |                                |                                |                                |      |             |                                 |                                 |                                 |                                 |  | Ferroviária | 1                               | 1                               | 2(3)                            |                                 |  |  |
|  |                                | Votuporanguense                | 1                              | 1                              | 2(5) |             |                                 |                                 |                                 |                                 |  |             |                                 |                                 |                                 |                                 |  |  |
|  | Atibaia                        | Votuporanguense                | 1                              | 1                              | 2(5) | 2           | 1                               | 3                               |                                 |                                 |  |             |                                 |                                 |                                 |                                 |  |  |
|  | Atibaia                        |                                |                                |                                |      | 2           | 1                               | 3                               |                                 |                                 |  |             |                                 |                                 |                                 |                                 |  |  |
|  | Olímpia                        | 1                              | 1                              | 2                              |      |             |                                 |                                 |                                 |                                 |  |             |                                 |                                 |                                 |                                 |  |  |
|  | Olímpia                        | 1                              | 1                              | 2                              |      | Atibaia     | 1                               | 0                               | 1                               |                                 |  |             |                                 |                                 |                                 |                                 |  |  |
|  |                                |                                |                                |                                |      | Atibaia     | 1                               | 0                               | 1                               |                                 |  |             |                                 |                                 |                                 |                                 |  |  |
|  |                                | Votuporanguense                | 1                              | 3                              | 4    |             |                                 |                                 |                                 |                                 |  |             |                                 |                                 |                                 |                                 |  |  |
|  | Votuporanguense                | Votuporanguense                | 1                              | 3                              | 4    | 4           | 0                               | 4                               |                                 |                                 |  |             |                                 |                                 |                                 |                                 |  |  |
|  | Votuporanguense                |                                |                                |                                |      | 4           | 0                               | 4                               |                                 |                                 |  |             |                                 |                                 |                                 |                                 |  |  |
|  | Taubaté                        | 2                              | 1                              | 3                              |      |             |                                 |                                 |                                 |                                 |  |             |                                 |                                 |                                 |                                 |  |  |